# Type et cotype d'un espace de Banach
Le type et le cotype d'un espace de Banach sont une classification des espaces de Banach et une mesure de la distance entre un espace de Banach et être un espace de Hilbert.
Le point de départ est l'identité pythagoricienne d'un espace de Hilbert. Dans un espace de Hilbert, les vecteurs orthogonaux {\displaystyle (e_{k})_{k=1}^{n}} ont l'identité
{\displaystyle \left\|\sum _{k=1}^{n}e_{k}\right\|^{2}=\sum _{k=1}^{n}\left\|e_{k}\right\|^{2}.}
Ce n'est plus le cas dans les espaces généraux de Banach. L'orthogonalité est formulée dans la définition à l'aide de variables aléatoires de Rademacher, c'est pourquoi on parle aussi de type de Rademacher et de cotype de Rademacher.

## Définition
Soit {\displaystyle (X,\|\cdot \|)} un espace de Banach. Soit {\displaystyle (\varepsilon _{i})} une suite de variables aléatoires de Rademacher indépendantes, c'est-à-dire
{\displaystyle P(\varepsilon _{i}=-1)=P(\varepsilon _{i}=1)=1/2} et {\displaystyle \mathbb {E} [\varepsilon _{n}\varepsilon _{m}]=0} pour {\displaystyle n\neq m} et {\displaystyle \operatorname {Var} [\varepsilon _{i}]=1}.

### Type
{\displaystyle X} est de type {\displaystyle p} avec {\displaystyle p\in [1,2]} si une constante finie {\displaystyle C\geq 1} existe tel que
{\displaystyle \mathbb {E} _{\varepsilon }\left[\left\|\sum \limits _{i=1}^{n}\varepsilon _{i}x_{i}\right\|^{p}\right]\leq C^{p}\left(\sum \limits _{i=1}^{n}\|x_{i}\|^{p}\right)}
pour toute suite finie {\displaystyle (x_{i})_{i=1}^{n}\in X^{n}}. On écrit pour la meilleure constante {\displaystyle T_{p}(X)}.

### Cotype
{\displaystyle X} est de cotype {\displaystyle q} avec {\displaystyle q\in [2,\infty ]} si une constante finie {\displaystyle C\geq 1} existe tel que
{\displaystyle \mathbb {E} _{\varepsilon }\left[\left\|\sum \limits _{i=1}^{n}\varepsilon _{i}x_{i}\right\|^{q}\right]\geq {\frac {1}{C^{q}}}\left(\sum \limits _{i=1}^{n}\|x_{i}\|^{q}\right),\quad {\text{si}}\;2\leq q<\infty }
respectivement
{\displaystyle \mathbb {E} _{\varepsilon }\left[\left\|\sum \limits _{i=1}^{n}\varepsilon _{i}x_{i}\right\|\right]\geq {\frac {1}{C}}\sup \|x_{i}\|,\quad {\text{si}}\;q=\infty }
pour toute suite finie {\displaystyle (x_{i})_{i=1}^{n}\in X^{n}}. On écrit pour la meilleure constante {\displaystyle C_{q}(X)}.

## Propriétés
- Un espace de Banach est de type {\displaystyle 2} et de cotype {\displaystyle 2} si et seulement s'il est isomorphe à un espace de Hilbert, alors l'identité pythagoricienne est vraie.
- Un espace de Banach de type {\displaystyle p} est aussi de type {\displaystyle p'\in [1,p]}.
- Un espace de Banach de cotype {\displaystyle q} est aussi de cotype {\displaystyle q'\in [q,\infty ]}.
- Tout espace de Banach est de type {\displaystyle 1} (découlant de l'inégalité triangulaire).
- L'équation peut également être écrite sous forme abrégée en utilisant la norme de Bochner-Lebesgue.
- L'espace dual {\displaystyle X^{*}} d'un espace de Banach de type {\displaystyle p} (avec {\displaystyle 1<p\leq 2}) est de cotype {\displaystyle p^{*}}, où {\displaystyle p^{*}} est le nombre conjugué de {\displaystyle p} : {\displaystyle p^{*}:=(1-1/p)^{-1}} est. De plus, {\displaystyle C_{p^{*}}(X^{*})\leq T_{p}(X)} s'applique[1].

## Exemples
- Les espaces {\displaystyle L^{p}} pour {\displaystyle p\in [1,2]} sont de type {\displaystyle p} et cotype {\displaystyle 2}, c'est-à-dire {\displaystyle L^{1}} est de type {\displaystyle 1}, {\displaystyle L^{2}} est de type {\displaystyle 2} etc.
- Les espaces {\displaystyle L^{p}} pour {\displaystyle p\in [2,\infty )} sont de type {\displaystyle 2} et cotype {\displaystyle p}.
- {\displaystyle L^{\infty }} est de type {\displaystyle 1} et cotype {\displaystyle \infty }[2].